# Велда (Канзас)
Велда (англ. Welda) — переписна місцевість (CDP) в США, в окрузі Андерсон штату Канзас. Населення — 149 осіб (2020).

## Географія
Велда розташована за координатами 38°10′19″ пн. ш. 95°17′29″ зх. д. / 38.17194° пн. ш. 95.29139° зх. д. (38.171997, -95.291515).  За даними Бюро перепису населення США в 2010 році переписна місцевість мала площу 2,42 км², з яких 2,40 км² — суходіл та 0,02 км² — водойми.

## Демографія
Згідно з переписом 2010 року, у переписній місцевості мешкало 129 осіб у 58 домогосподарствах у складі 36 родин. Густота населення становила 53 особи/км².  Було 64 помешкання (26/км²).
Расовий склад населення:
| - 94,6 % — білих - 4,7 % — азіатів - 0,8 % — корінних американців |

До двох чи більше рас належало 0,0 %. Частка іспаномовних становила 0,0 % від усіх жителів.
За віковим діапазоном населення розподілялося таким чином: 25,6 % — особи молодші 18 років, 60,4 % — особи у віці 18—64 років, 14,0 % — особи у віці 65 років та старші. Медіана віку мешканця становила 43,5 року. На 100 осіб жіночої статі у переписній місцевості припадало 98,5 чоловіків;  на 100 жінок у віці від 18 років та старших — 100,0 чоловіків також старших 18 років.
Цивільне працевлаштоване населення становило 15 осіб. Основні галузі зайнятості: освіта, охорона здоров'я та соціальна допомога — 53,3 %, публічна адміністрація — 46,7 %.